# Brainiac 5
Brainiac 5 of Querl Dox is een personage uit de 30ste en 31ste eeuw in de stripboeken gepubliceerd door DC Comics. hij is langdurig lid van de Legion of Super-Heroes. Brainiac 5 komt van de planeet Colu. De eerste live-actionverschijning van het personage is in het tiende en finale seizoen van Smallville, gespeeld door James Marster. Brainiac 5 verschijnt ook in de serie Supergirl, waarin hij gespeeld wordt door Jesse Rath. hij werd onderdeel van de hoofdbezetting in seizoen 4 en kwam voor het eerst in de serie in seizoen 3.